# كريج بنيامين
كريج بنيامين هو مؤرخ أسترالي أمريكي وهو أستاذ التاريخ في كلية فريدريك ميجر الفخرية في الجامعة الحكومية في غراندفالي، حيث يدرس حضارة شرق آسيا، والتاريخ العظيم، والتاريخ القديم لآسيا الوسطى، وتأريخ العالم. في عامي 2014 و2015 شغل منصب رئيس جمعية تاريخ العالم.